# Thelaira
Thelaira – rodzaj muchówek z rodziny rączycowatych (Tachinidae).

## Wybrane gatunki
- T. chrysopruinosa Chao & Shi, 1985
- T. claritriangla Chao & Zhou, 1993
- T. ghanii Mesnil, 1968
- T. hohxilica Chao & Zhiu, 1996
- T. leucozona (Panzer, 1806)
- T. macropus (Wiedemann, 1830)
- T. nigripes (Fabricius, 1794)
- T. occelaris Chao & Shi, 1985
- T. solivaga (Harris, 1780)